# Scandal World Tour 2020: Kiss from the Darkness
A Scandal World Tour 2020: Kiss from the Darkness (stilizálva: SCANDAL WORLD TOUR 2020 "Kiss from the Darkness") a Scandal japán pop-rock együttes második világ körüli turnéja, amely 2020. augusztus 21-én fog indulni a kilencedik stúdióalbumuk, a Kiss from the Darkness népszerűsítése érdekében. A turné eredetileg 2020. március 7-én indult volna, azonban a Covid19-pandémia miatt a koncerteket a következő évre halasztották. A turné részeként a zenekar fennállásának tizennegyedik évfordulóján, 2020. augusztus 21-én egy helyszíni nézők nélküli élő koncertközvetítést tartanak.

## Állomások
A turné eredetileg 2020. március 7-én indult volna, azonban Abe Sinzó japán miniszterelnök február 26-án megkérte az eseményszervezőket, hogy a pandémia miatt a következő két hétre szervezett nagyobb tömegeket megmozgató rendezvényeket ne tartsák meg, így későbbi dátumra halasztották az első koncertet. 2020. március 4-én, miután Hokkaidó szigetén szükségállapotot hirdettek, elhalasztották a március 14-re szervezett koncertet is. 2020. március 10-én bejelentették, hogy a március 7-i koncertet május 20-án, míg a március 14-i fellépést május 15-én fogják megtartani. 2020. március 14-én bejelentették, hogy a márciusra szervezett maradék négy koncertet is elhalasztják. 2020. március 27-én bejelentették, hogy a 2020. április 4–18. közötti hat koncert is későbbi időpontban lesz megtartva. 2020. március 31-én bejelentették, hogy az ázsiai koncerteket is későbbi dátumra halasztják. 2020. április 7-én Abe Tokió, Kanagava, Szaitama, Csiba, Oszaka, Hjógo és Fukuoka prefektúrában egyhónapos szükségállapotot hirdetett, így további kilenc koncertet későbbi időpontra halasztottak.
| Dátum                | Város     | Ország                    | Helyszín                                                     |
| -------------------- | --------- | ------------------------- | ------------------------------------------------------------ |
| Japán                |           |                           |                                                              |
| 2020. március 6.     | Acugi     | Japán                     | Acugisi Kulturális Központ (nagyterem)                       |
| 2020. március 14.    | Szapporo  | Japán                     | Kanamoto Hall                                                |
| 2020. március 21.    | Ivaki     | Japán                     | Ivaki Művészeti és Kulturális Csereközpont Arios (nagyterem) |
| 2020. március 22.    | Szendai   | Japán                     | TOHKnet Hall Sendai (nagyterem)                              |
| 2020. március 28.    | Nagoja    | Japán                     | Nagoja Kongresszusi Központ (Century Hall)                   |
| 2020. március 29.    | Kónan     | Japán                     | Kónan Kulturális Központ                                     |
| 2020. április 4.     | Kanazava  | Japán                     | Honda no Mori Hall                                           |
| 2020. április 5.     | Niigata   | Japán                     | Niigata Terrsa                                               |
| 2020. április 10.    | Kiotó     | Japán                     | ROHM Theatre Kyoto (főcsarnok)                               |
| 2020. április 11.    | Hirosima  | Japán                     | Ueno Gakuen Hall                                             |
| 2020. április 17.    | Fukuoka   | Japán                     | Fukuoka Polgári Központ                                      |
| 2020. április 18.    | Kumamoto  | Japán                     | Kumamoto Prefekturális Színház (drámaterem)                  |
| 2020. április 25.    | Tokió     | Japán                     | NHK Hall                                                     |
| 2020. április 26.    | Tokió     | Japán                     | NHK Hall                                                     |
| 2020. április 29.    | Maebasi   | Japán                     | Beisia Kulturális Központ (nagyterem)                        |
| 2020. május 2.       | Jonago    | Japán                     | Jonago Nyilvános Csarnok                                     |
| 2020. május 3.       | Okajama   | Japán                     | Okajama Polgári Központ                                      |
| 2020. május 5.       | Oszaka    | Japán                     | Orix Theater                                                 |
| 2020. május 6.       | Oszaka    | Japán                     | Orix Theater                                                 |
| 2020. május 15.      | Szapporo  | Japán                     | Kanamoto Hall                                                |
| 2020. május 20.      | Acugi     | Japán                     | Acugisi Kulturális Központ (nagyterem)                       |
| 2020. augusztus 21.  | ?         | Japán                     | ? (helyszíni nézők nélküli élő közvetítés)                   |
| Ázsia                |           |                           |                                                              |
| 2020. május 23.      | Szöul     | Dél-Korea                 | West Bridge Livehall                                         |
| 2020. május 30.      | Szingapúr | Szingapúr                 | The Coliseum, Hard Rock Hotel Singapore                      |
| 2020. június 6.      | Manila    | Fülöp-szigetek            | New Frontier Theater                                         |
| 2020. június 13.     | Bangkok   | Thaiföld                  | Lido Connect (2. terem)                                      |
| 2020. június 21.     | Hongkong  | Hongkong                  | MacPherson Stadium                                           |
| Európa               |           |                           |                                                              |
| 2020. szeptember 4.  | Párizs    | Franciaország             | Le Yoyo                                                      |
| 2020. szeptember 6.  | London    | Egyesült Királyság        | O2 Academy Islington                                         |
| 2020. szeptember 9.  | Berlin    | Németország               | Musik & Frieden                                              |
| Észak-Amerika        |           |                           |                                                              |
| 2020. szeptember 17. | Anaheim   | Amerikai Egyesült Államok | House of Blues Anaheim                                       |
| 2020. szeptember 19. | Dallas    | Amerikai Egyesült Államok | Canton Hall                                                  |
| 2020. szeptember 21. | Atlanta   | Amerikai Egyesült Államok | The Masquerade                                               |
| 2020. szeptember 23. | Toronto   | Kanada                    | Queen Elizabeth Theatre                                      |
| 2021. november 11.   | Toronto   | Kanada                    | Queen Elizabeth Theatre                                      |
| 2021. november 13.   | New York  | Amerikai Egyesült Államok | Sony Hall                                                    |
| 2020. november 17.   | Anaheim   | Amerikai Egyesült Államok | House of Blues Anaheim                                       |
| 2020. november 19.   | Dallas    | Amerikai Egyesült Államok | Canton Hall                                                  |
| 2020. november 21.   | Atlanta   | Amerikai Egyesült Államok | The Masquerade                                               |